# پارسی (ستاره)
پارسی یا آلفا هندی یک ستاره است که در صورت فلکی هندی قرار دارد.
چینیان از دیرباز این ستاره را پارسی (به چینی: 波斯: په‌سزه) نامیده‌اند.